# Aegophagamyia seyrigi
Aegophagamyia seyrigi är en tvåvingeart som först beskrevs av Seguy 1938.  Aegophagamyia seyrigi ingår i släktet Aegophagamyia och familjen bromsar.
Artens utbredningsområde är Madagaskar. Inga underarter finns listade i Catalogue of Life.